# Liancalus maculosus
Liancalus maculosus är en tvåvingeart som beskrevs av Yang 1998. Liancalus maculosus ingår i släktet Liancalus och familjen styltflugor. Inga underarter finns listade i Catalogue of Life.